# Белл, Дэвид
Дэвид Иан Белл (англ. David Ian Bell, 11 марта 1955, Мельбурн, Австралия) — австралийский хоккеист (хоккей на траве), полузащитник и нападающий. Серебряный призёр летних Олимпийских игр 1976 года, чемпион мира 1986 года.

## Биография
Дэвид Белл родился 11 марта 1955 года в австралийском городе Мельбурн.
Окончил колледж Аквинас в Перте.
В 1974 году впервые был включён в сборные Западной Австралии и Австралии.
В 1976 году вошёл в состав сборной Австралии по хоккею на траве на Олимпийских играх в Монреале и завоевал серебряную медаль. Играл на позиции полузащитника, провёл 8 матчей, забил 3 мяча (по одному в ворота сборных Малайзии, Канады и Нидерландов).
В 1984 году вошёл в состав сборной Австралии по хоккею на траве на Олимпийских играх в Лос-Анджелесе, занявшей 4-е место. Играл на позиции полузащитника, провёл 6 матчей, мячей не забивал.
В 1986 году в составе сборной Австралии завоевал золотую медаль на чемпионате мира в Лондоне. Был капитаном команды.
Выступал за национальную команду до 1986 года, провёл в качестве капитана 36 матчей. В 1985—1987 годах был капитаном сборной Западной Австралии.
В 1987 году награждён медалью ордена Австралии за заслуги в хоккее.
После окончания игровой карьеры стал тренером. В 1990—1997 годах тренировал сборную Западной Австралии. В 1992 и 1996 годах был ассистентом главного тренера сборной Австралии на летних Олимпийских играх в Барселоне и Атланте.
В 2001—2004 годах тренировал женскую сборную Австралии по хоккею на траве и руководил женской хоккейной программой Австралийского института спорта. Под началом Белла выиграли Трофей чемпионов в 2003 году и бронзу в 2001 году, стали третьими на Играх Федерации Содружества наций в Манчестере в 2002 году, пятыми на летних Олимпийских играх в Афинах в 2004 году.

## Увековечение
В 1997 году введён в Зал чемпионов Западной Австралии.
В 2004 году введён в Зал славы австралийского спорта.
В 2008 году введён в Зал славы австралийского хоккея на траве.